# Село имени Тельмана (Панфиловский район)
Имени Тельмана (кирг. Тельман) — село в Панфиловском районе Чуйской области Кыргызстана. Административный центр Ортоевского айылного аймака.

## География
Село расположено в западной части области, на расстоянии приблизительно 12 километров (по прямой) к юго-востоку от города Каинды, административного центра района. Абсолютная высота — 1070 метров над уровнем моря.

## Население
Согласно оценочным данным Национального статистического комитета Кыргызской Республики, численность населения села на начало 2023 года составляла 1900 человек.
| год     | 2009 | 2014 | 2015 | 2020 | 2021 | 2023 |
| ------- | ---- | ---- | ---- | ---- | ---- | ---- |
| человек | 1445 | 1655 | 1631 | 1783 | 1804 | 1900 |